# Nate Garner
Nate Garner (El Sobrante, 18 gennaio 1985) è un giocatore di football americano statunitense che gioca nel ruolo di offensive tackle per i Miami Dolphins della National Football League. Fu scelto nel corso del settimo giro del Draft NFL 2008 (211º assoluto) dai New York Jets. Al college giocò a football all'Università dell'Arkansas.

## Carriera professionistica
Garner fu scelto nel settimo giro del Draft 2008 dai New York Jets ma fu svincolato durante la pre-stagione. Firmò così coi Miami Dolphins senza scendere mai in campo nella sua stagione da rookie. Debuttò come professionista nella stagione 2009 disputando tutte le 16 partite, di cui 8 come titolare. Anche nelle due stagioni successive scese sempre in campo ma con solo 5 presenze complessive come titolare.

## Vittorie e premi
Nessuno

## Statistiche
| Partite totali             | 64 |
| Partite totali da titolare | 19 |

Statistiche aggiornate alla stagione 2013